# Hahnia pusio
Hahnia pusio är en spindelart som beskrevs av Simon 1898. Hahnia pusio ingår i släktet Hahnia och familjen panflöjtsspindlar.
Artens utbredningsområde är Sri Lanka. Inga underarter finns listade i Catalogue of Life.